# قلاجیق چروک
قلاجیق چروک مربوط به دوران‌های تاریخی پس از اسلام است و در شهرستان کلاله، بخش مرکزی، روستای چوروک واقع شده و این اثر در تاریخ ۷ مرداد ۱۳۸۲ با شمارهٔ ثبت ۹۳۳۸ به‌عنوان یکی از آثار ملی ایران به ثبت رسیده است.